# Hauteur d'un triangle
Pour les articles homonymes, voir Hauteur.

Deux triangles ABC avec leur hauteur issue de A et le pied de la hauteur.

En géométrie plane, une hauteur d'un triangle est une droite passant par un sommet et coupant perpendiculairement le côté opposé à ce sommet (éventuellement prolongé). Les pieds des hauteurs sont les projetés orthogonaux de chacun des sommets sur la droite portant le côté opposé.
On donne également le nom de hauteur au segment joignant un sommet et le pied de la hauteur passant par ce sommet, ainsi qu'à la longueur de ce segment, soit la distance séparant un sommet et la droite portant son côté opposé.
Pour une hauteur passant par un sommet donné (appelé apex), la base associée à cette hauteur est le côté opposé au sommet (ou sa longueur).

## Calcul des hauteurs
Avec les notations classiques d'un triangle (ABC) , la hauteur (en tant que distance) issue de A vaut {\textstyle h_{A}=2{S \over a}} où {\displaystyle S} est l'aire du triangle (laquelle s'exprime en fonction des côtés par la formule de Héron). Les hauteurs sont donc inversement proportionnelles aux longueurs des côtés auxquelles elles aboutissent.
On peut aussi exprimer la hauteur d’un triangle grâce à la trigonométrie. En effet la hauteur issue de {\displaystyle A} découpe le triangle en deux triangles rectangles dont l’hypoténuse est un côté issu de {\displaystyle A}. On peut donc écrire, toujours avec les notations classiques du triangle,  {\textstyle h_{A}=b\sin {\widehat {C}}=c\sin {\widehat {B}}}, ce qui permet de retrouver la loi des sinus.

## Orthocentre
Les trois hauteurs d'un triangle sont concourantes. Leur point d'intersection {\displaystyle H}, est nommé orthocentre du triangle. L'orthocentre d'un triangle acutangle est situé à l'intérieur du triangle tandis que celui d'un triangle obtusangle est situé à l'extérieur.
Une démonstration utilise la relation {\displaystyle {\overrightarrow {AH}}\cdot {\overrightarrow {BC}}+{\overrightarrow {BH}}\cdot {\overrightarrow {CA}}+{\overrightarrow {CH}}\cdot {\overrightarrow {AB}}=0} qui montre que si un point {\displaystyle H} appartient à deux hauteurs, il appartient aussi à la troisième.
|                                                  |  |                                                   |
| Hauteurs et orthocentre d'un triangle acutangle. |  | Hauteurs et orthocentre d'un triangle obtusangle. |

L'orthocentre est le barycentre des systèmes :
{\displaystyle {\begin{pmatrix}A&B&C\\\tan {\widehat {A}}&\tan {\widehat {B}}&\tan {\widehat {C}}\end{pmatrix}}}ou {\displaystyle {\begin{pmatrix}A&B&C\\a/\cos {\widehat {A}}&b/\cos {\widehat {B}}&c/\cos {\widehat {C}}\end{pmatrix}}} ou encore {\displaystyle {\begin{pmatrix}A&B&C\\{\frac {1}{b^{2}+c^{2}-a^{2}}}&{\frac {1}{c^{2}+a^{2}-b^{2}}}&{\frac {1}{a^{2}+b^{2}-c^{2}}}\end{pmatrix}}}.
Ses coordonnées trilinéaires par rapport aux côtés du triangle sont :
{\displaystyle 1/\cos {\widehat {A}}:1/\cos {\widehat {B}}:1/\cos {\widehat {C}}}  ou  {\displaystyle \cos {\widehat {A}}-\sin {\widehat {B}}\sin {\widehat {C}}:\cos {\widehat {B}}-\sin {\widehat {C}}\sin {\widehat {A}}:\cos {\widehat {C}}-\sin {\widehat {A}}\sin {\widehat {B}}}.
Pour un triangle acutangle, notant R le rayon du cercle circonscrit :
- Les distances aux sommets sont données par : {\displaystyle AH=a\cot {\widehat {A}}=2R\cos {\widehat {A}}}  et les formules permutées.

- On en déduit la relation : {\displaystyle a.BH.CH+b.CH.AH+c.AH.BH=abc} [3].

- Les distances aux côtés sont données par : {\displaystyle HH_{A}={\frac {H_{A}B.H_{A}C}{h_{A}}}={\frac {abc}{2S}}\cos {\widehat {B}}\cos {\widehat {C}}=2R\cos {\widehat {B}}\cos {\widehat {C}}}.

Les trois sommets du triangle et leur orthocentre forment un quadrangle orthocentrique : chacun de ces points est l'orthocentre du triangle formé par les trois autres points.
Dans un triangle, le centre du cercle inscrit dans le triangle et les centres des cercles exinscrits forment également un quadrangle orthocentrique.

## Triangle orthique
Les pieds des hauteurs forment un triangle, à la fois triangle cévien et triangle podaire de l'orthocentre, appelé le triangle orthique du triangle.
Les hauteurs sont les bissectrices de ce triangle.

## Symétriques de l'orthocentre
Les symétriques A1, B1 et C1 de l'orthocentre H par rapport aux milieux des côtés du triangle se trouvent sur le cercle circonscrit.
Les symétriques orthogonaux A2, B2 et C2 de l'orthocentre par rapport aux côtés du triangle (ou par rapport aux pieds des hauteurs) se trouvent également sur le cercle circonscrit.

Symétriques de l'orthocentre par rapport aux milieux des côtés et par rapport aux côtés du triangle.

Ceci découle de l'observation que d'une part {\displaystyle {\widehat {AHC}}={\widehat {A}}+{\widehat {C}}}, et que d'autre part {\displaystyle {\widehat {AB_{1}C}}={\widehat {AHC}}=\pi -{\widehat {B}}}, et de même pour {\displaystyle B_{2}}.
Pour une autre démonstration utilisant des homothéties voir Cercle d'Euler.

## Cercle de Taylor
Soit A', B' et C' les pieds des hauteurs du triangle. On note A2 et A3 les projetés orthogonaux de A' sur les côtés AB et AC du triangle et on définit de même  B2 et B3 par rapport à B' et C2 et C3 par rapport à C'. Les six points ainsi définis sont cocycliques : ils sont situés sur le cercle de Taylor du triangle , .
On a :

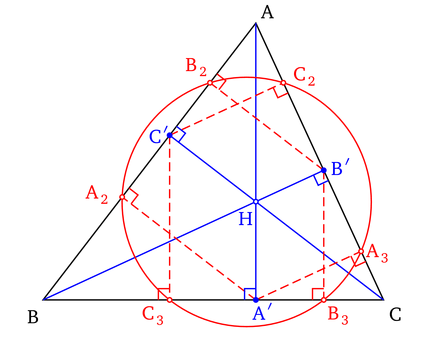
Cercle de Taylor d'un triangle.

(A2A3, BC) = (AB, AC), la droite (A2A3) est antiparallèle de (BC) par rapport à (AB) et (AC),
et des propriétés analogues pour (B2B3) et (C2C3).
(B2C2) est parallèle à (BC). De même (A2C3) //(AC) et (A3B3)//(AB).
C'est la configuration d'un cercle de Tucker particulier, dit cercle de Taylor.
On trouve A2A3 = B2B3 = C2C3.
L'hexagone ayant pour sommets ces six projections est l'hexagone de Catalan.

### Centre du cercle de Taylor
Les trois droites (A1A2), (B1B2) et (C1C2) joignant les projections sont parallèles aux côtés du triangle orthique et coupent ses côtés en leurs milieux P, Q et R. Ces droites déterminent les côtés du triangle PQR qui est le triangle médian du triangle orthique.
Le centre est sur la droite reliant le centre O du cercle circonscrit au point de Lemoine, passant par les points X15 , X32 au milieu de O-X52
Si le triangle ABC est acutangle alors le centre du cercle de Taylor est le centre du cercle inscrit dans le triangle médian du triangle orthique.

Centre du cercle de Taylor d'un triangle acutangle.

Si le triangle ABC est obtusangle alors le centre du cercle de Taylor est un des centres des cercles exinscrits du triangle PQR. Plus précisément, si ABC est obtus en A (respectivement en B, en C), alors le centre du cercle de Taylor est le centre du cercle exinscrit à PQR dans  l'angle de sommet P, milieu de [B’C’] (respectivement Q milieu de [C’A’] , R milieu de [A’B’]).

Centre du cercle de Taylor d'un triangle obtus en C.

## Axe orthique
Dans un triangle ABC, soit A' (respectivement B' et C') le pied de la hauteur issue de A (respectivement issue de B et de C).
A1, B1 et C1 sont les trois autres points d'intersection des côtés du triangle ABC et de ceux du triangle orthique A’B’C’ : on note A1 l'intersection de (BC) et de  (B'C'), B1 l'intersection de (AC) et de  (A'C'), C1 l'intersection de (AB) et de (A'B').
Les trois points A1, B1 et C1 sont alignés sur une droite dénommée l'axe orthique du triangle.
L'axe orthique est aussi l'axe radical du cercle circonscrit et du cercle d'Euler.
La droite d'Euler, ligne des centres des deux cercles, est perpendiculaire à l'axe.

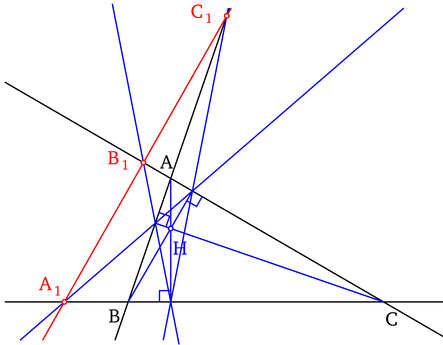
Axe orthique d'un triangle.

## Cercle des hauteurs
Notant {\displaystyle H_{A},H_{B},H_{C}} les pieds des hauteurs issues de {\displaystyle A,B,C},  les expressions ci-dessus montrent qu'on a les égalités, avec {\displaystyle R} le rayon du cercle circonscrit :
{\displaystyle k^{2}=HA\times HH_{A}=HB\times HH_{B}=HC\times HH_{C}={\frac {HA\cdot HB\cdot HC}{2R}}}.
Le cercle de centre {\displaystyle H} et de rayon {\displaystyle k} est appelé cercle des hauteurs ou cercle de Mention, du nom de Jules-Alexandre Mention, un enseignant issu de l'École polytechnique qui l'a étudié.

Cercle de Mention dans le cas où l'orthocentre est à l'intérieur du triangle

Dans le cas où le triangle est obtusangle, Mention a établi que ce cercle était le lieu des centres des hyperboles équilatères inscrites au triangle, c'est-à-dire tangentes aux côtés du triangle.Toujours dans ce cas, on peut voir que (BC) est la polaire de A par rapport à ce cercle, et, de même, que (CA) est la polaire de B et (AB) celle de C, d'où l'autre nom de cercle polaire. Dans ce cas, le cercle des hauteurs, le cercle circonscrit et le cercle d'Euler ont deux points communs.

Cercle de Mention dans le cas où l'orthocentre est à l'extérieur du triangle